# 강철대오: 구국의 철가방
"강철대오: 구국의 철가방"은 육상효 감독 작품이다.

## 캐스팅
- 김인권 : 강대오 역
- 유다인 : 서예린 역
- 조정석 : 문모 / 황영민 역
- 박철민 : 황비홍 역
- 권현상 : 남정 역
- 김기방 : 봉수 역
- 유신애 : 혜숙 역
- 이건주 : 준철 역
- 박재철 : 강시 역
- 최민 : 육정엽 역
- 조경현 : 현근 역
- 로버트 할리 : 쉐인교수 역
- 박영서 : 장수경 역
- 안용준 : 도이경 역
- 김태수 : 주윤발 역
- 이명노 : 성재 역
- 김미려 : 천녀유혼 역
- 김선하 : 링링 역
- 송영재 : 정보과 1 역
- 임진택 : 정보과 2 역
- 한국진 : 전경 1 역
- 이규섭 : 전경 2 역
- 오희준 : 전경 3 역
- 김미림 : 중국집 대학생 5 역
- 달시 파켓 : 안드레이 역
- 신정근 : 소경정 역 (특별출연)
- 고창석 : 김순경 (특별출연)
- 이두일 : 박주방장 역 (특별출연)
- 신현빈 : 현장기자 역 (특별출연)
- 신지혜 : 한국앵커 역 (특별출연)
- 김완선 : TV속 김완선 역 (특별출연)
- 방대한 : 아랍앵커 역 (특별출연)
- 김인우 : 일본앵커 역 (특별출연)
- 진주형